# Lista över ledamöter av Sveriges ståndsriksdag 1649
Ledamöter av Sveriges ståndsriksdag 1649.

## Borgarståndet
| Riksdagsledamot        | Yrke          | Valkrets          | Anmärkningar |
| ---------------------- | ------------- | ----------------- | ------------ |
| Nils Nilsson           | Borgmästare   | Stockholms stad   |              |
| Anders Jönsson         | Rådman        | Stockholms stad   |              |
| Carl Hansson           | Rådman        | Stockholms stad   |              |
| Jacob Feijff           | Borgare       | Stockholms stad   |              |
| Johannes Jonae Salanus | Borgmästare   | Uppsala stad      |              |
| Olof Persson           | Rådman        | Uppsala stad      |              |
| Jost Kleinschmidt      | Borgmästare   | Enköpings stad    |              |
| Mårten Jönsson         | Borgmästare   | Sigtuna stad      |              |
| Olof Persson           | Rådman        | Öregrunds stad    |              |
| Mats Östensson         |               | Östhammars stad   |              |
| Isakus Siereneius      | Borgmästare   | Norrtälje stad    |              |
| Jon Persson            | Rådman        | Nyköpings stad    |              |
| Lars Eriksson          | Stadsskrivare | Nyköpings stad    |              |
| Arvid Andersson        | Borgmästare   | Strängnäs stad    |              |
| Jacob Abrahamsson Ruut | Borgmästare   | Södertälje stad   |              |
| Baltzar Bysing         | Borgare       | Södertälje stad   |              |
| Gabriel Eriksson       | Borgmästare   | Torshälla stad    |              |
| Nils Jönsson           | Borgmästare   | Trosa stad        |              |
| Thure Andersson        | Rådman        | Trosa stad        |              |
| Carl Hansson           | Borgmästare   | Mariefreds stad   |              |
| Olof Hising            | Borgmästare   | Norrköpings stad  |              |
| Nils Larsson           | Rådman        | Norrköpings stad  |              |
| Jöns Fallentinsson     | Borgmästare   | Söderköpings stad |              |
| Göran Dyk              | Borgmästare   | Linköpings stad   |              |
| Germun Persson         | Borgmästare   | Vadstena stad     |              |
| Peder Eriksson         | Borgare       | Skänninge stad    |              |
| -                      | -             | Askersunds stad   |              |
| Matthies Brunsberg     | Borgmästare   | Jönköpings stad   |              |
| Hans Philipsson        | Borgmästare   | Västerviks stad   |              |
| Abraham Persson        | Rådman        | Västerviks stad   |              |
| Christopher Nilsson    | Borgmästare   | Eksjö stad        |              |
| Rechart Widerborn      | Rådman        | Växjö stad        |              |
| Lars Jönsson           | Rådman        | Vimmerby stad     |              |
| -                      | -             | Mönsterås stad    |              |
| Hans Silfverlåås       | Borgmästare   | Kalmar stad       |              |
| Olof Gertsson          | Borgare       | Kalmar stad       |              |
| Petrus Canutius        | President     | Göteborgs stad    |              |
| Hans Makeler           | Rådsförvant   | Göteborgs stad    |              |
| Jöran Christophersson  | Borgare       | Mariestads stad   |              |